# Kragenwachtel
Die Kragenwachtel (Odontophorus strophium) ist eine Vogelart aus der Familie der Zahnwachteln (Odontophoridae). Sie ist in Kolumbien endemisch.

## Merkmale
Die Kragenwachtel erreicht eine Körperlänge von 25,5 bis 27 cm und ein Gewicht von 302 g. Sie ist die einzige Zahnwachtelart im Verbreitungsgebiet mit schwarz-weißen Kehlstreifen. Ein schwarzes Band, das quer über den Vorderhals verläuft, trennt die weiße Kehle von der weißen Oberbrust. Scheitel und Lidstrich sind braun. Die Wangen und der Überaugenstreif sind weiß. Die allgemeine Gefiederfärbung ist bräunlich. Die Unterbrust ist braun, mit Reihen von weißen Flecken, die über dem rötlichen Bauch. Die Rückenfedern sind mit dünnen weißen Sprenkeln durchsetzt. Die Schulterfedern sind schwarz gefleckt. Der Schnabel und die Beine sind schwarz. Die Flügeldecken sind dunkelbraun. Das Weibchen ähnelt dem Männchen, hat jedoch eine dunkelgraue Unterseite, einen stärker gesprenkelten Kopf, eine weißere Kehlmitte, eine weniger starke Schwärzung der Brust und reduzierte weiße Fleckenreihen auf der Brust. Die Jungvögel ähneln den Weibchen, sind aber auf der Brust und an den Seiten stärker bräunlich-grau gefärbt. Die weißen Flecken auf der Brust sind zu Sprenkeln reduziert, eher bräunlich, mit schwarzem Rand.

## Verbreitungsgebiet

Verbreitungsgebiet der Kragenwachtel

Die Kragenwachtel kommt am Westhang der östlichen Anden in Kolumbien vor, wo sie auf wenige Gebiete in den Departamentos Santander, Cundinamarca (wo sie möglicherweise ausgestorben ist) und Boyacá beschränkt ist.

## Lebensraum
Die Kragenwachtel bewohnt montane gemäßigte und subtropische Wälder in Höhenlagen von 1600 bis 2050 m über dem Meeresspiegel, vor allem solche, die von der Eichenart Quercus humboldtii dominiert werde. Einer ihrer bekanntesten Lebensräume ist der prämontane Nebelwald in der Serranía de los Yariguíes, der durch sehr steile Hänge, eine mittlere Baumkronenhöhe von ca. 12 m und ein ziemlich hohes Maß an Epiphytenbildung gekennzeichnet ist. Sie ist auch in Sekundärwäldern zu finden. 

## Nahrungsverhalten
Die Kragenwachtel ernährt sich von Früchten und Samen, einschließlich Quercus humboldtii, Trigonobalanus excelsa, Cavendishia guatapensis und C. cf. nitida, Macleania rupestris, Miconia theaezans, Myrica pubescens, Rapanea ferruginea, Ficus boyacensis und Norantea mixta. Gliederfüßer bereichern das Nahrungsangebot.

## Stimme
Der Werberuf, der meist in den frühen Morgenstunden zu hören ist, der bis zu 30 Sekunden andauern kann und sowohl in der Struktur und Klang dem anderer Arten der Gattung Odontophorus ähnelt, ist ein ausgelassener, langer Refrain. Er besteht aus drei ti-ti-oo-Tönen, die in der Tonhöhe abfallen, wobei die ersten beiden Töne hörbar höher sind als der letzte, mit einer Tonhöhe von 1,2 bis 1,8 kHz. Die Refrains werden dreimal pro Sekunde wiederholt, obwohl sie sich oft auf ca. zwei Refrains pro Sekunde verlangsamen.

## Fortpflanzungsverhalten
Die Brutzeit fällt offenbar mit den jährlichen Niederschlagsspitzen von März bis Mai sowie von September bis November zusammen (basierend auf mehreren adulten Vögeln, die in brütendem Zustand gesammelt sowie Küken, die Anfang Mai beobachtet wurden, und Jungvögeln, die im Dezember gesammelt wurden). Weitere Informationen sind nicht vorhanden.

## Status
Die Kragenwachtel wurde 1988 in die IUCN Red List aufgenommen. 1994 und 1996 wurde sie als „stark gefährdet“ gelistet, 2000 und 2004 in der Kategorie „vom Aussterben bedroht“, von 2008 bis 2016 erneut als „stark gefährdet“ und seit 2018 als „gefährdet“. Die Gesamtpopulation wird auf 2500 bis 10.000 Vögel geschätzt und ist rückläufig. Die Art hat eingeschränktes Verbreitungsgebiet, von dem angenommen wurde, dass es nur eine maximale Länge von 280 km umfasste. 2015 erweiterte sich das Gebiet um zwei neue Fundorte in Boyacá. Fast das gesamte historische Verbreitungsgebiet (92 %) der Art ist heute gerodet. Zu den größten Bedrohungen gehören die anhaltende Abholzung und die Jagd. Im Departamento Santander wurde die Art 1970 in der Cuchilla del Ramo, 1979 im Flora- und Fauna-Schutzgebiet Guanentá-Alto Río Fonce, seit 1999 im Biologischen Reservat Cachalu (10.000 ha) und seit 2003 in der Serranía de los Yariguíes nachgewiesen. Ihre Hochburg ist der Nationalpark Yariguíes und das angrenzende Reservat ProAves Reinta Cerulea, in dem wahrscheinlich einige hundert Exemplare leben. 
Im Jahr 2004 wurde sie in den Eichenwäldern von Charalá, in der Vereda Virolín, in Onzaga, in der Vereda Chaguata, in Mogotes, in der Vereda San Jose, in der Vereda Vega Grande und in der Vereda Cabecera sowie in Coromoro, in der Vereda Laguna und in der Vereda Mina nachgewiesen. Beide Restbestände haben sich in den letzten zwei Jahrzehnten erheblich verkleinert. Es gibt keine neueren Nachweise von Populationen in Cundinamarca, wo es nur noch wenige Waldparzellen gibt und die Art zuletzt 1954 gesichtet wurde.